# UEFA Women's Champions League
UEFA Women's Champions League, trước đây gọi là UEFA Women's Cup (2001–2009), là một giải đấu bóng đá nữ quốc tế. Giải bao gồm các câu lạc bộ hàng đầu từ các quốc gia trực thuộc cơ quan quản lý châu Âu UEFA.
Giải đấu lần đầu được diễn ra vào mùa giải 2001–02 dưới tên gọi UEFA Women's Cup và được đổi tên thành Champions League cho mùa giải 2009–10. Những thay đổi rõ rệt nhất vào năm 2009 là việc bổ sung các đội á quân từ 8 quốc gia đứng đầu, tổ chức chung kết một lượt so với chung kết hai lượt vào các năm trước và cho đến năm 2018 là diễn ra trận chung kết ở cùng thành phố như trận chung kết UEFA Champions League của nam. Từ mùa giải 2021–22, vòng đấu chính bao gồm một vòng đấu bảng lần đầu tiên trong kỷ nguyên Women's Champions League.
Lyon là câu lạc bộ thành công nhất trong lịch sử giải đấu, giành chức vô địch 8 lần, bao gồm năm chức vô địch liên tiếp từ 2016 đến 2020.

## Thể thức

### UEFA Women's Cup
Ban đầu sẽ có một vòng sơ loại để giảm số đội xuống còn 32. Mùa giải đầu tiên chỉ có hai đội thi đấu lượt đi lượt về, các mùa giải sau là giải đấu nhỏ gồm bốn đội thi đấu vòng tròn một lượt để chọn đội đầu bảng vào vòng chung kết. Tại vòng chung kết các đội được chia làm tám bảng bốn đội. Mỗi bảng đấu được tổ chức tại một địa điểm cố định và thi đấu trong vòng năm ngày. Các đội đầu bảng lọt vào tứ kết. Các vòng đấu loại trực tiếp thi đấu lượt đi và về (ngoại trừ trận chung kết năm 2012 khi chỉ tổ chức một lượt duy nhất).
Trong mùa giải 2004-05 vòng bảng gồm bốn bảng với hai đội đầu bảng của mỗi bảng vào tứ kết.

### Champions League
Vào ngày 11/12/2008, UEFA công bố giải đấu sẽ được tổ chức lại và đổi tên là UEFA Women's Champions League. Giải đấu mới được tạo ra để các đội á quân quốc gia châu Âu được tham dự, trong khi trận chung kết sẽ được thi đấu một lần duy nhất.
Trước đó ngày 31 tháng 3 năm 2008 UEFA xác nhận rằng 8 quốc gia hàng đầu dựa trên Hệ số UEFA từ mùa 2003–04 tới 2007–08 sẽ được trao hai suất dự giải, bao gồm:
- Bundesliga, Đức
- Damallsvenskan, Thụy Điển
- Women's Premier League, Anh
- Division 1 Féminine, Pháp
- 3F Ligaen, Đan Mạch
- Top Division, Nga
- Toppserien, Na Uy
- Serie A, Ý

Đội đương kim vô địch có quyền được dự giải năm sau nếu họ không giành quyền tham dự thông qua giải quốc nội, và sẽ bắt đầu tại vòng 32 đội. Giải đấu mở rộng đối với 54 nước thành viên của UEFA, tuy nhiên, không phải liên đoàn nào cũng có một giải bóng đá nữ quốc gia, ví dụ như Andorra, Liechtenstein, San Marino và Gibraltar là các nước chưa từng tham dự. Do sự tham dự không đồng đều, số đội dự vòng sơ loại và vòng 32 đội mỗi năm một khác.

## Nhà tài trợ
Cho đến mùa giải 2015–18, UEFA Women's Champions League từng có cùng nhà tài trợ với UEFA Champions League.  Tuy nhiên, bắt đầu từ mùa giải 2018–21, các giải đấu bóng đá nữ – bao gồm cả Champions League – có các nhà tài trợ riêng.
| Những nhà tài trợ chính thức                                                           |
| -------------------------------------------------------------------------------------- |
| - Visa - Adidas - Hublot - PepsiCo - Just Eat Takeaway - Euronics - Grifols - Heineken |

## Các trận chung kết

### Chung kết UEFA Women's Cup
| Mùa giải | Đội vô địch            | Tổng tỷ số | Đội hạng nhì           | Kết quả các lượt trận                                                                             |
| -------- | ---------------------- | ---------- | ---------------------- | ------------------------------------------------------------------------------------------------- |
| 2001-02  | 1. FFC Frankfurt       | 2 - 0      | Umeå IK                | Một trận hòa tại Waldstadion, Frankfurt, Đức                                                      |
| 2002-03  | Umeå IK                | 7 - 1      | Fortuna Hjørring       | 4 - 1 Gammliavallen, Umeå, Thụy Điển 3 - 0 Sân vận động Hjørring, Hjørring, Đan Mạch              |
| 2003-04  | Umeå IK                | 8 - 0      | 1. FFC Frankfurt       | 3 - 0 Sân vận động Råsunda, Solna, Thụy Điển 5 - 0 Frankfurter Volksbank Stadion, Frankfurt, Đức  |
| 2004-05  | 1. FFC Turbine Potsdam | 5 - 1      | Djurgården/Älvsjö      | 2 - 0 Stockholms Olympiastadion, Stockholm, Thụy Điển 3 - 1 Karl-Liebknecht-Stadion, Potsdam, Đức |
| 2005-06  | 1. FFC Frankfurt       | 7 - 2      | 1. FFC Turbine Potsdam | 4 - 0 Karl-Liebknecht-Stadion, Potsdam, Đức 3 - 2 Frankfurter Volksbank Stadion, Frankfurt, Đức   |
| 2006-07  | Arsenal                | 1 - 0      | Umeå IK                | 1 - 0 Gammliavallen, Umeå, Thụy Điển 0 - 0 Meadow Park, Borehamwood, Anh Quốc                     |
| 2007-08  | 1. FFC Frankfurt       | 4 - 3      | Umeå IK                | 1 - 1 Gammliavallen, Umeå, Thụy Điển 3 - 2 Commerzbank-Arena, Frankfurt, Đức                      |
| 2008-09  | FCR 2001 Duisburg      | 7 - 1      | Zvezda 2005 Perm       | 6 - 0 Sân vận động Trung tâm, Kazan, Nga 1 - 1 MSV Arena, Duisburg, Đức                           |

### Chung kết UEFA Women's Champions League
| Mùa giải | Đội vô địch            | Tỷ số            | Đội hạng nhì           | Sân vận động                                  |
| -------- | ---------------------- | ---------------- | ---------------------- | --------------------------------------------- |
| 2009-10  | 1. FFC Turbine Potsdam | 0 - 0* (7 - 6)** | Olympique Lyon         | Coliseum Alfonso Pérez, Getafe                |
| 2010-11  | Olympique Lyon         | 2 - 0            | 1. FFC Turbine Potsdam | Craven Cottage, Luân Đôn                      |
| 2011-12  | Olympique Lyon         | 2 - 0            | 1. FFC Frankfurt       | Olympiastadion, München                       |
| 2012-13  | VfL Wolfsburg          | 1 - 0            | Olympique Lyon         | Stamford Bridge, Luân Đôn                     |
| 2013-14  | VfL Wolfsburg          | 4 - 3            | Tyresö FF              | Estádio do Restelo, Lisbon                    |
| 2014-15  | 1. FFC Frankfurt       | 2 - 1            | Paris Saint-Germain    | Friedrich-Ludwig-Jahn-Sportpark, Berlin       |
| 2015-16  | Olympique Lyon         | 1 - 1* (4 - 3)** | VfL Wolfsburg          | Sân vận động Mapei, Reggio Emilia             |
| 2016-17  | Olympique Lyon         | 0 - 0* (7 - 6)** | Paris Saint-Germain    | Sân vận động Thành phố Cardiff, Cardiff       |
| 2017-18  | Olympique Lyon         | 4 – 1*           | VfL Wolfsburg          | Sân vận động Dynamo Valeriy Lobanovskyi, Kiev |
| 2018-19  | Olympique Lyon         | 4 - 1            | Barcelona              | Groupama Aréna, Budapest                      |
| 2019-20  | Olympique Lyon         | 3 - 1            | VfL Wolfsburg          | Anoeta, Gipuzkoa                              |
| 2020-21  | Barcelona              | 4 - 0            | Chelsea                | Gamla Ullevi, Gothenburg                      |
| 2021-22  | Olympique Lyon         | 3 - 1            | Barcelona              | Sân vận động Juventus , Turin                 |
| 2022-23  | Barcelona              | 3 - 2            | VfL Wolfsburg          | Sân vận động Philips , Eindhoven              |
| 2023-24  | Barcelona              | 2 - 0            | Olympique Lyon         | Sân vận động San Mamés , Bilbao               |

(*sau khi đá Hiệp phụ; **đá luân lưu 11 m)

## Thống kê

### Xếp hạng các quốc gia có số lần vô địch nhiều nhất
| Quốc gia    | Vô địch | Hạng nhì | Vào bán kết | Vô địch                                                                  | Hạng nhì                                                  | Vào bán kết                                                                                  |
| ----------- | ------- | -------- | ----------- | ------------------------------------------------------------------------ | --------------------------------------------------------- | -------------------------------------------------------------------------------------------- |
| Đức         | 9       | 8        | 10          | - Frankfurt (4) - Turbine Potsdam (2) - VfL Wolfsburg (2) - Duisburg (1) | - VfL Wolfsburg (4) - Frankfurt (2) - Turbine Potsdam (2) | - Frankfurt (2) - Turbine Potsdam (2) - Duisburg (2) - Bayern Munich (2) - VfL Wolfsburg (2) |
| Pháp        | 8       | 4        | 9           | - Lyon (8)                                                               | - Lyon (2) - Paris Saint-Germain (2)                      | - Paris Saint-Germain (4) - Lyon (2) - Toulouse (1) - Montpellier (1) - Paris FC (1)         |
| Tây Ban Nha | 3       | 2        | 2           | - Barcelona (2)                                                          | - Barcelona (2)                                           | - Barcelona (2)                                                                              |
| Thụy Điển   | 2       | 5        | 4           | - Umeå (2)                                                               | - Umeå (3) - Djurgården (1) - Tyresö (1)                  | - Umeå (2) - Djurgården (1) - Malmö (1)                                                      |
| Anh         | 2       | 1        | 13          | - Arsenal (2)                                                            | - Chelsea (1)                                             | - Arsenal (7) - Manchester City (3) - Chelsea (2) - Birmingham City (1)                      |
| Đan Mạch    | 0       | 1        | 3           |                                                                          | - Fortuna Hjørring (1)                                    | - Brøndby (3)                                                                                |
| Nga         | 0       | 1        | 0           |                                                                          | - Zvezda Perm (1)                                         |                                                                                              |
| Na Uy       | 0       | 0        | 2           |                                                                          |                                                           | - Trondheims-Ørn (1) - Kolbotn (1)                                                           |
| Phần Lan    | 0       | 0        | 1           |                                                                          |                                                           | - HJK (1)                                                                                    |
| Ý           | 0       | 0        | 1           |                                                                          |                                                           | - Bardolino Verona (1)                                                                       |

Kể từ khi thay đổi thể thức vào năm 2009, không có đội nào từ quốc gia ngoài hai đội hàng đầu giành được danh hiệu, ngoại trừ Barcelona vào năm 2021. Các đội duy nhất từ các quốc gia ngoài hai đội hàng đầu giành được vị trí á quân  trong thời gian đó là Tyresö vào năm 2014, Barcelona vào năm 2019 và Chelsea vào năm 2021.
Ngoài ra, không có đội nào từ một quốc gia nằm ngoài top bốn lọt vào bán kết cho đến khi Brøndby vào năm 2015. Kể từ đó, Barcelona đã lọt vào bán kết vào các năm 2017, 2019, 2020 và 2021 (và họ  tiếp tục giành danh hiệu vào năm 2021).

### Xếp hạng theo câu lạc bộ
| Câu lạc bộ          | Vô địch | Hạng nhì | Năm Vô địch                                    | Năm Hạng nhì           |
| ------------------- | ------- | -------- | ---------------------------------------------- | ---------------------- |
| Lyon                | 8       | 3        | 2011, 2012, 2016, 2017, 2018, 2019, 2020, 2022 | 2010, 2013, 2024       |
| Frankfurt           | 4       | 2        | 2002, 2006, 2008, 2015                         | 2004, 2012             |
| Barcelona           | 3       | 2        | 2021, 2023                                     | 2019, 2022, 2024       |
| VfL Wolfsburg       | 2       | 4        | 2013, 2014                                     | 2016, 2018, 2020, 2023 |
| Umeå                | 2       | 3        | 2003, 2004                                     | 2002, 2007, 2008       |
| Turbine Potsdam     | 2       | 2        | 2005, 2010                                     | 2006, 2011             |
| Arsenal             | 2       | 0        | 2007, 2024                                     |                        |
| Duisburg            | 1       | 0        | 2009                                           |                        |
| Paris Saint-Germain | 0       | 2        |                                                | 2015, 2017             |
| Fortuna Hjørring    | 0       | 1        |                                                | 2003                   |
| Djurgården/Älvsjö   | 0       | 1        |                                                | 2005                   |
| Zvezda Perm         | 0       | 1        |                                                | 2009                   |
| Tyresö              | 0       | 1        |                                                | 2014                   |
| Chelsea             | 0       | 1        |                                                | 2021                   |

### Vua phá lưới
Giải vua phá lưới được trao cho cầu thủ ghi nhiều bàn thắng nhất trong toàn bộ giải đấu, do đó nó bao gồm cả các vòng loại.  Margrét Lára Vidarsdóttir của Iceland đã 3 lần đoạt giải.  Ada Hegerberg giữ kỷ lục ghi nhiều bàn thắng nhất trong một mùa giải.
| Mùa     | Tên cầu thủ (Câu lạc bộ)                                                                                                | Số bàn |
| ------- | --- | ------ |
| 2001-02 | Gabriela Enache (FC Codru Anenii Noi)                                                                                   | 12     |
| 2002-03 | Hanna Ljungberg (Umeå IK)                                                                                               | 10     |
| 2003-04 | Maria Gstöttner (SV Neulengbach)                                                                                        | 11     |
| 2004-05 | Conny Pohlers (1. FFC Turbine Potsdam)                                                                                  | 14     |
| 2005-06 | Margrét Lára Viðarsdóttir (Valur Reykjavík)                                                                             | 11     |
| 2006-07 | Julie Fleeting (Arsenal LFC)                                                                                            | 9      |
| 2007-08 | Vira Dyatel (Zhilstroy-1 Karkhiv) Patrizia Panico (ASD CF Bardolino Verona) Margrét Lára Viðarsdóttir (Valur Reykjavík) | 9      |
| 2008-09 | Margrét Lára Viðarsdóttir (Valur Reykjavík)                                                                             | 14     |
| 2009-10 | Vanessa Bürki (FC Bayern München)                                                                                       | 11     |
| 2010-11 | Inka Grings (FCR 2001 Duisburg)                                                                                         | 13     |
| 2011-12 | Camille Abily (Olympique Lyonnais) Eugénie Le Sommer (Olympique Lyonnais)                                               | 9      |
| 2012-13 | Laura Rus (Apollon Limassol)                                                                                            | 11     |
| 2013-14 | Milena Nikolić (ŽFK Spartak)                                                                                            | 11     |
| 2014-15 | Célia Šašić (Frankfurt)                                                                                                 | 14     |
| 2015-16 | Ada Hegerberg (Olympique Lyonnais)                                                                                      | 13     |
| 2016-17 | Zsanett Jakabfi (VfL Wolfsburg) Vivianne Miedema (FC Bayern München)                                                    | 8      |
| 2017-18 | Ada Hegerberg (Olympique Lyonnais)                                                                                      | 15     |
| 2018-19 | Pernille Harder (VfL Wolfsburg)                                                                                         | 8      |
| 2019-20 | Vivianne Miedema (Arsenal) Emueje Ogbiagbevha (FC Minsk) Berglind Björg Þorvaldsdóttir (Breiðablik)                     | 10     |
| 2020-21 | Jennifer Hermoso (FC Barcelona ) Fran Kirby (Chelsea)                                                                   | 6      |
| 2021-22 | Alexia Putellas (FC Barcelona )                                                                                         | 11     |
| 2022-23 | Ewa Pajor (VfL Wolfsburg)                                                                                               | 9      |
| 2023-24 | Kadidiatou Diani (Olympique Lyonnais)                                                                                   | 8      |

### Cầu thủ ghi bàn hàng đầu mọi thời đại
Tính đến 26 tháng 5 năm 2024In đậm là các cầu thủ vẫn còn thi đấu
| Hạng | Vua phá lưới      | Bàn thắng | Câu lạc bộ                                                           |
| ---- | ----------------- | --------- | -------------------------------------------------------------------- |
| 1    | Ada Hegerberg     | 64        | Stabæk, 1. FFC Turbine Potsdam, Olympique Lyon                       |
| 2    | Anja Mittag       | 51        | 1. FFC Turbine Potsdam, FC Rosengård, Paris Saint-Germain, Wolfsburg |
| 3    | Eugénie Le Sommer | 48        | Olympique Lyon                                                       |
| 3    | Conny Pohlers     | 48        | 1. FFC Turbine Potsdam, 1. FFC Frankfurt, Wolfsburg                  |
| 5    | Marta             | 46        | Umeå IK, Tyresö FF, FC Rosengård                                     |
| 6    | Camille Abily     | 43        | Montpellier, Olympique Lyon                                          |
| 7    | Kim Little        | 42        | Hibernian, Arsenal                                                   |
| 7    | Lotta Schelin     | 42        | Olympique Lyon, FC Rosengård                                         |
| 9    | Nina Burger       | 40        | SV Neulengbach                                                       |
| 10   | Hanna Ljungberg   | 39        | Umeå IK                                                              |

## Tiền thưởng
Tiền thưởng được trao lần đầu năm 2010 cho hai đội lọt vào chung kết. Năm 2011 tiền thưởng được trao cho cả các đội thua bán kết và tứ kết. Cơ cấu tiền thưởng hiện nay là:
- €250.000 cho đội vô địch
- €200.000 cho đội á quân
- €50.000 cho đội thua bán kết
- €25.000 cho đội thua tứ kết

Các đội cũng nhận 20.000 euro cho mỗi vòng thi đấu. Tuy nhiên các con số trên bị coi là quá ít, không đủ bù vào phí đi lại.

## Hình ảnh

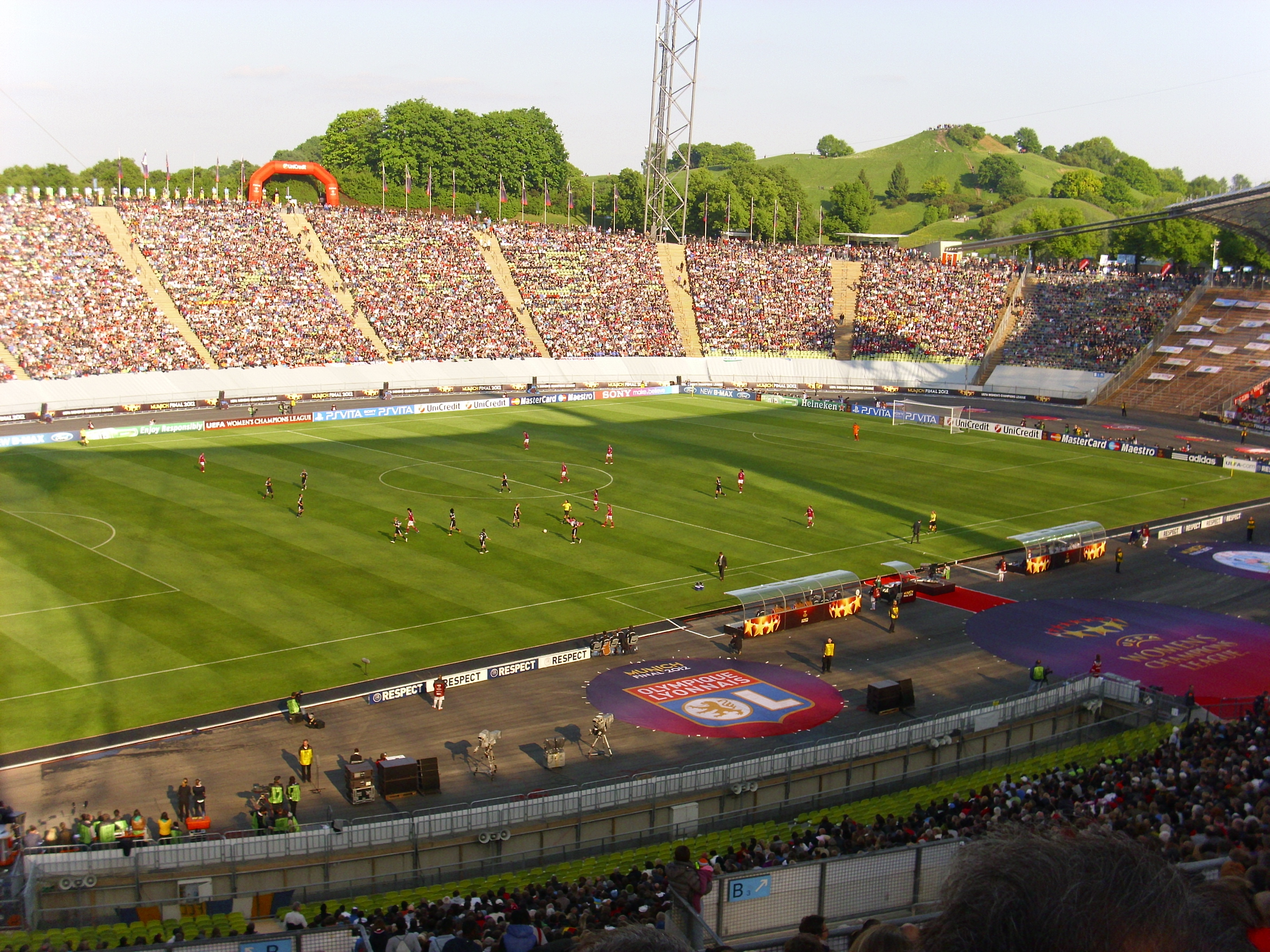
Chung kết 2012
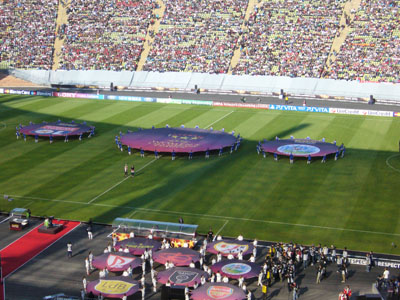
Khai mạc Chung kết 2012, Lyon vs Frankfurt
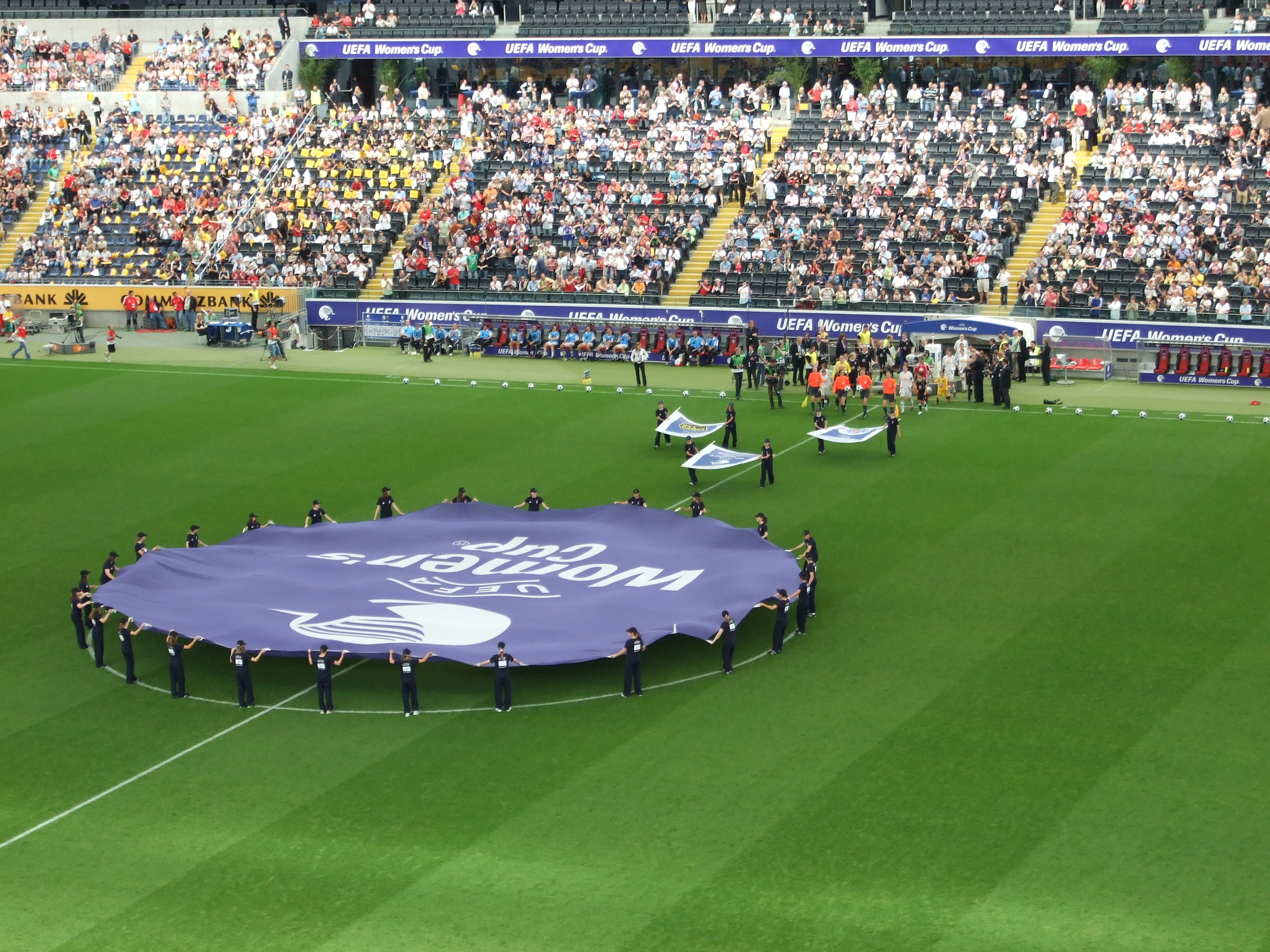
Chung kết 2008
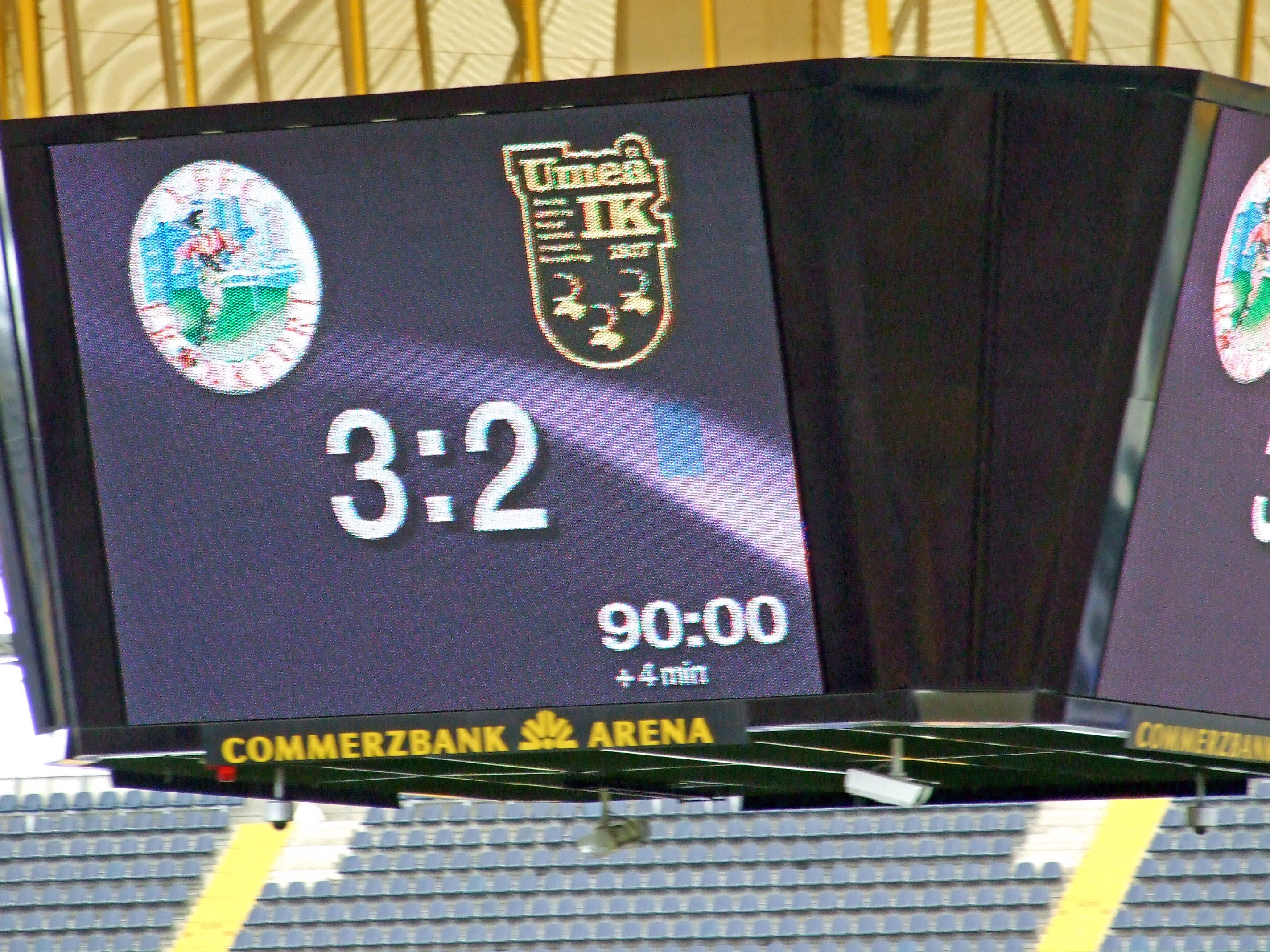
Tỷ số chung kết 2008
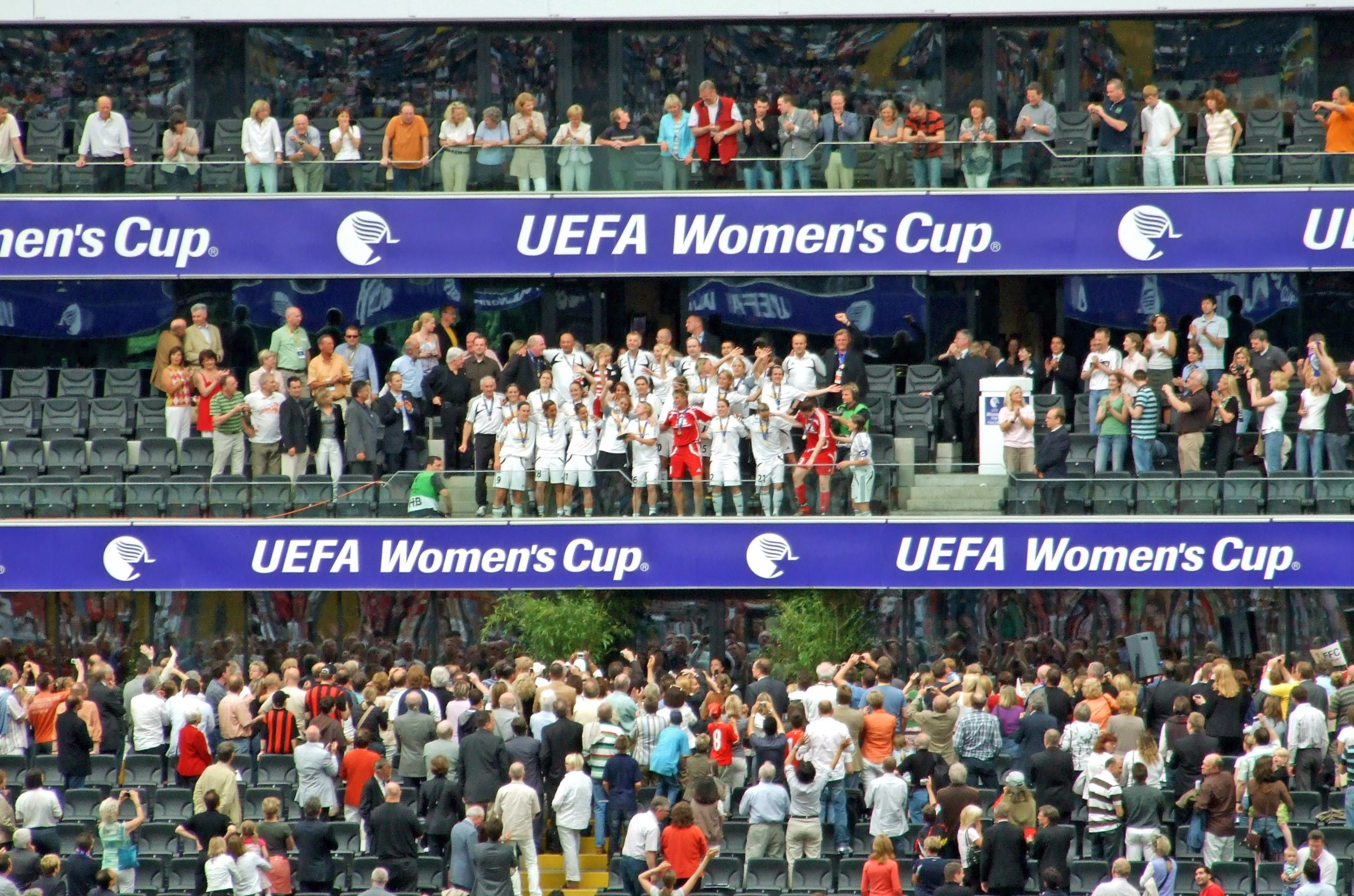
Vô địch 2008
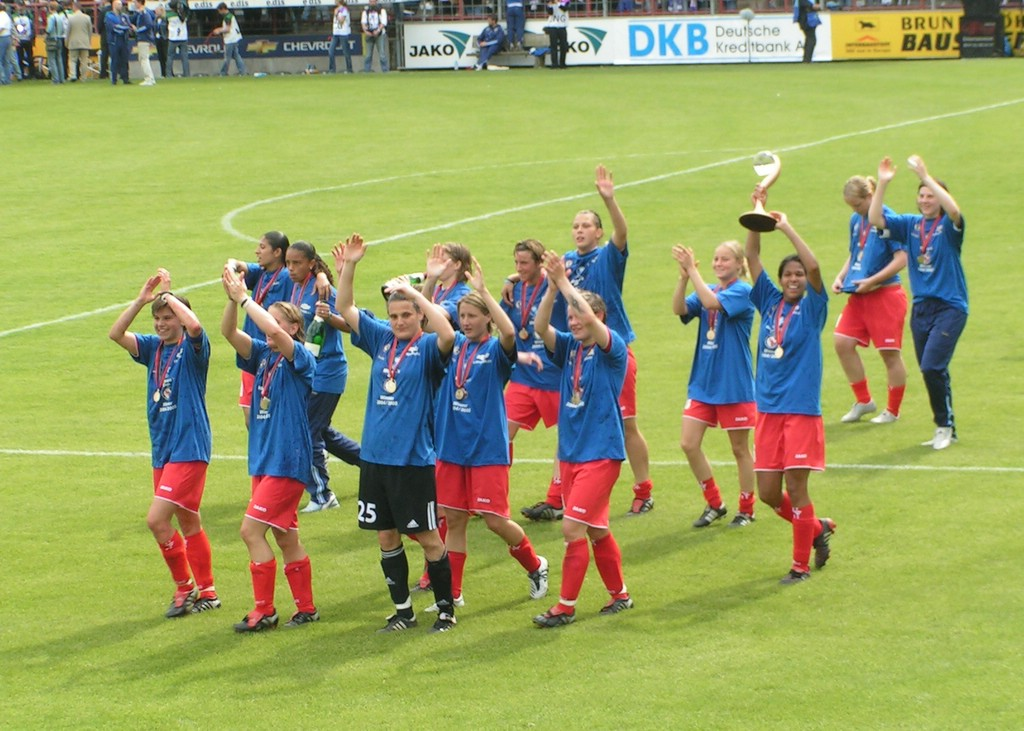
Vô địch 2005